# 里奇基 (蘇梅區)
51°7′7″N 34°29′49″E / 51.11861°N 34.49694°E
里奇基（烏克蘭語：Річки）是位於烏克蘭東北部的村莊，由蘇梅州蘇梅區的里奇基市鎮負責管轄，並為該市鎮的行政中心。該村處於克雷哈河左岸，分別距離巴伊哈1公里和迪布羅瓦2.5公里，海拔高度143米，2001年人口2,126。